# 敖德萨黑海人足球俱乐部
敖德薩黑海人足球俱樂部（羅馬化：FK "Chornomorets" Odesa是烏克蘭的一家足球俱樂部。位於敖德薩。球隊的主場球場是黑海人體育場，建於1935年，在2011年重建。參加烏克蘭足球超級聯賽的賽事。

## 历史
敖德薩黑海人足球俱樂部在1936年3月26日正式成立，名为敖德薩迪納摩足球俱樂部。事实上，敖德薩迪納摩足球俱樂部早于1923年以敖德薩斯巴达足球俱樂部为名参与乌克兰联赛，并且在1933年赢得冠军。敖德薩黑海人足球俱樂部是乌克兰超级联赛的创始会员，并且在1992年赢得烏克蘭杯和取得联赛第5名。敖德薩黑海人足球俱樂部在其后两季取得第3名，并在之后两季取得第2名。同时，它在1994年再一次赢得烏克蘭杯。然而，敖德薩黑海人足球俱樂部在1998年面临财政危机，球会被逼售卖主力球员并降下乌克兰二级联赛作赛。它在1999年重新升上烏克蘭足球超級聯賽作赛，但以倒数第二名完成赛季，再一次降下乌克兰二级联赛作赛。在2002年，敖德薩黑海人足球俱樂部重新升上烏克蘭足球超級聯賽。在随后数个赛季，敖德薩黑海人足球俱樂部都成功保持在烏克蘭足球超級聯賽作赛。它更在2006年取得联赛第3名，参与2006/07賽季歐洲聯盟盃。在2010年，敖德薩黑海人足球俱樂部由于表现不济降下乌克兰二级联赛。然而，敖德薩黑海人足球俱樂部在翌年马上重新升回烏克蘭足球超級聯賽。

## 荣誉
冠军
- 苏联盃: 1

1990
- 烏克蘭盃: 2

1992，1994
亚军
- 歐洲足協圖圖盃: 1

2007
- 烏克蘭足球超級聯賽: 2

1995,1996
- 烏克蘭盃: 1

2013
季军
- 蘇聯足球超級聯賽: 1

1974
- 烏克蘭足球超級聯賽: 3

1993,1994,2006
- 苏联盃: 1

1966
- 烏克蘭盃: 3

1995,2004,2008

## 外部連結
- 官方网站 （乌克兰語）